# Bessarabî, Mirhorod
Bessarabî (în ucraineană Бессараби) este un sat în comuna Solonți din raionul Mirhorod, regiunea Poltava, Ucraina.

## Demografie
Componența lingvistică a localității Bessarabî
     Ucraineană (96,3%)
     Rusă (3,7%)
Conform recensământului din 2001, majoritatea populației localității Bessarabî era vorbitoare de ucraineană (96,3%), existând în minoritate și vorbitori de rusă (3,7%).